# Saint-Carreuc
Saint-Carreuc [sɛ̃kaʁøk] est une commune du département des Côtes-d'Armor, dans la région Bretagne, en France.

## Géographie

### Hydrographie
Pour un article plus général, voir Réseau hydrographique des Côtes-d'Armor.
La commune est située dans le bassin Loire-Bretagne. Elle est drainée par l'Urne et un autre petit cours d'eau,.
L'Urne, d'une longueur de 21 km, prend sa source dans la commune de Plaintel et se jette  dans la baie de Saint-Brieuc au niveau de la commune de Langueux, après avoir traversé sept communes. 

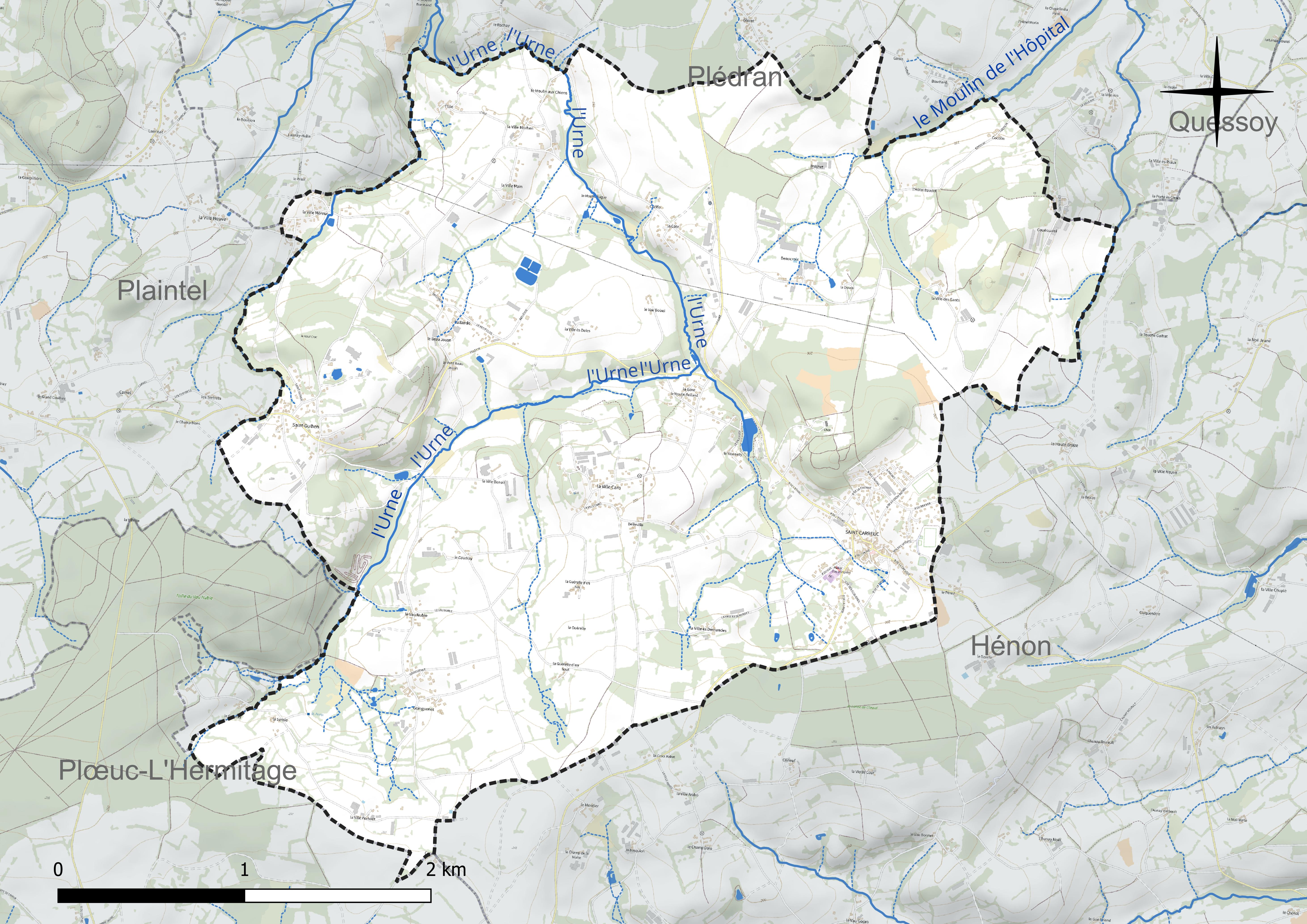
Réseau hydrographique de Saint-Carreuc.

### Climat
Pour des articles plus généraux, voir Climat de la Bretagne et Climat des Côtes-d'Armor.
En 2010, le climat de la commune est de type climat océanique franc, selon une étude du Centre national de la recherche scientifique s'appuyant sur une série de données couvrant la période 1971-2000. En 2020, Météo-France publie une typologie des climats de la France métropolitaine dans laquelle la commune est exposée à un climat océanique et est dans la région climatique Finistère nord, caractérisée par une pluviométrie élevée, des températures douces en hiver (6 °C), fraîches en été et des vents forts. Parallèlement l'observatoire de l'environnement en Bretagne publie en 2020 un zonage climatique de la région Bretagne, s'appuyant sur des données de Météo-France de 2009. La commune est, selon ce zonage, dans la zone « Intérieur », exposée à un climat médian, à dominante océanique.
Pour la période 1971-2000, la température annuelle moyenne est de 10,6 °C, avec  une amplitude thermique annuelle de 11,4 °C. Le cumul annuel moyen de précipitations est de 842 mm, avec 13,2 jours de précipitations en janvier et 7,2 jours en juillet. Pour la période 1991-2020, la température moyenne annuelle observée sur la station météorologique la plus proche, située sur la commune de Plœuc-L'Hermitage à 6 km à vol d'oiseau, est de 11,1 °C et le cumul annuel moyen de précipitations est de 954,7 mm,. Pour l'avenir, les paramètres climatiques de la commune estimés pour 2050 selon différents scénarios d'émission de gaz à effet de serre sont consultables sur un site dédié publié par Météo-France en novembre 2022.

## Urbanisme

### Typologie
Au 1er janvier 2024, Saint-Carreuc est catégorisée commune rurale à habitat dispersé, selon la nouvelle grille communale de densité à 7 niveaux définie par l'Insee en 2022.
Elle est située hors unité urbaine. Par ailleurs la commune fait partie de l'aire d'attraction de Saint-Brieuc, dont elle est une commune de la couronne,. Cette aire, qui regroupe 51 communes, est catégorisée dans les aires de 200 000 à moins de 700 000 habitants,.

### Occupation des sols
L'occupation des sols de la commune, telle qu'elle ressort de la base de données européenne d’occupation biophysique des sols Corine Land Cover (CLC), est marquée par l'importance des territoires agricoles (87,5 % en 2018), une proportion identique à celle de 1990 (87,5 %). La répartition détaillée en 2018 est la suivante : 
zones agricoles hétérogènes (50,4 %), terres arables (29,9 %), forêts (7,4 %), prairies (7,2 %), zones urbanisées (3,1 %), milieux à végétation arbustive et/ou herbacée (2 %). L'évolution de l’occupation des sols de la commune et de ses infrastructures peut être observée sur les différentes représentations cartographiques du territoire : la carte de Cassini (XVIIIe siècle), la carte d'état-major (1820-1866) et les cartes ou photos aériennes de l'IGN pour la période actuelle (1950 à aujourd'hui).

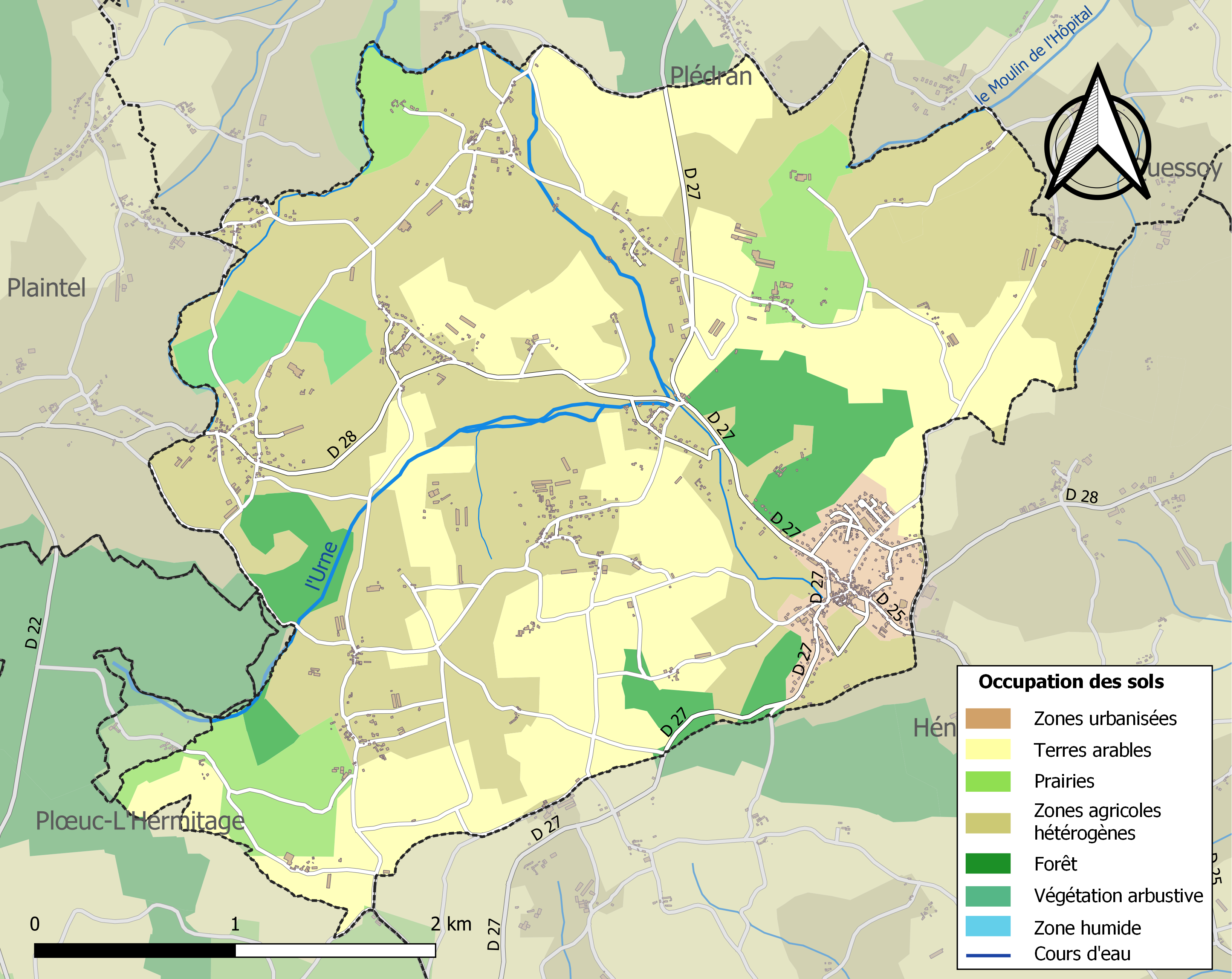
Carte des infrastructures et de l'occupation des sols de la commune en 2018 (CLC).

## Communes limitrophes
|          | Plédran            | Quessoy |
| Plaintel | Saint-Carreuc      | Hénon   |
|          | Ploeuc-L'Hermitage |         |

## Toponymie
Le nom de la localité est attesté sous les formes Sancti Karoci en 1219, Carruci en 1235 et en 1237, Quarroco en 1268, Sainct Carreuc en 1539, Saint Careuc et Saint Carreuc en 1614.

Le nom officiel est Saint-Careuc en l'an X.

L’orthographe actuelle de Saint-Carreuc est officialisée par le décret du 31 octobre 1877.
Saint-Carreuc tire son nom de Saint Careuc, Careu ou Carreuc.
Saint-Careu en gallo.

## Histoire

### LeXIXesiècle
En 1877, l'orthographe officielle du nom de la commune a changé, passant de « Saint-Careuc » à « Saint-Carreuc ».

### LeXXesiècle

#### Les guerres duXXesiècle
Le monument aux morts porte les noms des 71 soldats morts pour la Patrie :
- 61 sont morts durant la Première Guerre mondiale ;
- 10 sont morts durant la Seconde Guerre mondiale.

#### L'après Seconde Guerre mondiale
Une usine d'assemblage de la filiale française du groupe américain Big Dutchman spécialisé dans la fabrication de distributeurs automatiques de nourriture pour les élevages de volailles et de porcs s'implante à Saint-Carreuc en 1962, à l'initiative de Paul Trémel, originaire de la commune et parti aux États-Unis, qui en prend la direction ; les ouvriers sont embauchés par contrats temporaires, payés au SMIC et contraints de travailler parfois jusqu'à 72 heures par semaine. En juin 1972 une section syndicale de la CFDT est créée dans l'usine et, face au refus de la direction d'accepter des améliorations de leurs conditions de travail, une grève illimitée est votée par les ouvriers, inspirés par l'exemple de la Grève du Joint Français à Saint-Brieuc. Le licenciement des 45 ouvriers grévistes est jugé illégal par l'inspection du travail ; au bout de 8 semaines de grève, les ouvriers obtiennent partiellement satisfaction et le travail reprend le 8 novembre 1972. Le film Big Dutchman, réalisé par Bernard Andrieux et conservé par la Cinémathèque de Bretagne, retrace cet épisode.
Jean Le Faucheur. Devenu permanent syndical de la CFDT, il joua un rôle important dans ce conflit et dans ceux du Joint Français et des Kaolins de Plémet.

## Politique et administration
| Période                                  | Période              | Identité                   | Étiquette | Qualité                                                                                            |
| ---------------------------------------- | -------------------- | -------------------------- | --------- | -------------------------------------------------------------------------------------------------- |
| Les données manquantes sont à compléter. |                      |                            |           | |
| ?                                        | avril 1931 (décès)   | Jean Rebours               |           | Chevalier du Mérite agricole                                                                       |
| Les données manquantes sont à compléter. |                      |                            |           | |
| octobre 1944                             | juin 1970 (décès)    | Amédée Terrier (1906-1970) |           | Commerçant, ancien résistant                                                                       |
| 1970                                     | mai 1992 (démission) | Arsène Lancien (1923-2018) |           | Agriculteur, ancien résistant Conseiller municipal (1959 → 1995), maire honoraire                  |
| mai 1992                                 | mars 2008            | Michel Terrier             | DVD       | Attaché principal d'administration retraité Adjoint au maire (1977 → 1992)                         |
| mars 2008                                | 26 mai 2020          | André Rault (1953-2025)    | DVG       | Technicien retraité, maire honoraire (2022) Président de la CC du Pays de Moncontour (2014 → 2016) |
| 26 mai 2020                              | En cours             | Laurence Mahé              | DVG       | Prévisionniste des ventes                                                                          |

## Démographie
L'évolution du nombre d'habitants est connue à travers les recensements de la population effectués dans la commune depuis 1793. Pour les communes de moins de 10 000 habitants, une enquête de recensement portant sur toute la population est réalisée tous les cinq ans, les populations de référence des années intermédiaires étant quant à elles estimées par interpolation ou extrapolation. Pour la commune, le premier recensement exhaustif entrant dans le cadre du nouveau dispositif a été réalisé en 2008.

En 2022, la commune comptait 1 554 habitants, en évolution de +2,98 % par rapport à 2016 (Côtes-d'Armor : +1,78 %, France hors Mayotte : +2,11 %).
| 1793  | 1800  | 1806 | 1821  | 1831  | 1836  | 1841  | 1846  | 1851  |
| ----- | ----- | ---- | ----- | ----- | ----- | ----- | ----- | ----- |
| 1 099 | 1 172 | 969  | 1 209 | 1 144 | 1 229 | 1 161 | 1 209 | 1 186 |

| 1856  | 1861  | 1866  | 1872  | 1876  | 1881  | 1886  | 1891  | 1896  |
| ----- | ----- | ----- | ----- | ----- | ----- | ----- | ----- | ----- |
| 1 170 | 1 140 | 1 130 | 1 131 | 1 103 | 1 200 | 1 227 | 1 230 | 1 213 |

| 1901  | 1906  | 1911  | 1921  | 1926  | 1931  | 1936  | 1946 | 1954 |
| ----- | ----- | ----- | ----- | ----- | ----- | ----- | ---- | ---- |
| 1 211 | 1 187 | 1 227 | 1 155 | 1 037 | 1 026 | 1 024 | 963  | 972  |

| 1962 | 1968 | 1975 | 1982  | 1990  | 1999  | 2006  | 2008  | 2013  |
| ---- | ---- | ---- | ----- | ----- | ----- | ----- | ----- | ----- |
| 965  | 917  | 859  | 1 072 | 1 217 | 1 227 | 1 421 | 1 476 | 1 496 |

| 2018  | 2022  | - | - | - | - | - | - | - |
| ----- | ----- | - | - | - | - | - | - | - |
| 1 508 | 1 554 | - | - | - | - | - | - | - |

## Lieux et monuments
- la croix de Saint-Guéhen, inscrite au titre des monuments historiques par arrêté du 22 janvier 1927[29].
- le château du Plessix - XVIIe au XIXe siècle.
- l'église Saint-Étienne.

## Personnalités liées à la commune
Jean-Baptiste Budes de Guébriant, comte de Guébriant, né à Saint Carreuc en 1602 d'une ancienne famille bretonne, mort le 24 novembre 1643 de la blessure qu'il reçut le 17 novembre 1643 d'un coup de fauconneau qui lui emporta le bras droit lors du siège de Rottweil, fut un homme de guerre français actif pendant la guerre de Trente Ans.
Il fait ses études au prestigieux collège jésuite de la Flèche actuel Prytanée National Militaire. Il sert d'abord en Hollande, et lors de la guerre de Trente ans, commande de 1638 à 1639 le contingent français dans l'armée de son ami Bernard de Saxe-Weimar, se distinguant particulièrement au siège de Breisach en 1638. Il était officier en second de Bernard de Saxe-Weimar et lui succéda à la tête de son armée lorsqu'il mourut en juillet 1639.
Il participe notamment aux opérations en Franche-Comté (à Montaigu, Nozeroy, Saint-Claude), cette province étant à l’époque sous dépendance espagnole.
Avec l'aide des Suédois, en conjonction avec J Barrer (1596-1641), général suédois, il organise une attaque sur Ratisbonne en 1640.
Ses victoires à Wolfenbüttel le 29 juin 1641 et à Kempen en 1642 lui font obtenir le baton de maréchal de France. Ayant échoué dans sa tentative d'invasion de la Bavière de concert avec Torstenson.
Le bras droit arraché lors du siège de Rottweil, il mourut 24 novembre 1643. Le roi lui avait donné le gouvernement des villes et château d'Auxonne (lettres de provisions royales du 10 avril 1641). Une rue de la ville d'Auxonne porte son nom.